# Burg Hochgalsaun
Die Burg Hochgalsaun ist die Ruine einer Höhenburg nahe dem Dorf Galsaun in der Gemeinde Kastelbell-Tschars im Vinschgau in Südtirol.

## Lage
Die Ruine befindet sich am Scheitel eines Felsrückens am Sonnenberg, westlich des Galsauner Grabens, auf einem steil abfallenden Felssporn. Circa 80 Meter tiefer liegt auf einer Felsstufe („Kirchknott“) talseitig die Ruine der Burgkapelle.

## Geschichte
Die Burg Hochgalsaun wurde vermutlich durch die Herren von Montalban erbaut und findet ihre erste Erwähnung im Jahre 1262. Nach Verkauf der Burg an Meinhard II. wird diese 1296 zerstört. 1329 erhielten Johann, Peter und Konrad von Schlandersberg von der Burg Schlandersberg (aus einer Seitenlinie der Montalbaner) durch Heinrich von Kärnten die Erlaubnis zum Bau einer neuen Burg. Wegen ihrer extremen Lage wurde sie allerdings zunehmend weniger genutzt und anschließend nach langer Belagerung 1418, 1423 oder 1432 durch Friedrich IV. zerstört. Danach wurde die Ruine nicht wieder aufgebaut und verfiel. Anschließend erbauten die Schlandersberger als neuen Sitz das 1477 urkundlich erwähnte Thurngut in Galsaun. Sie starben 1755 im Mannesstamm aus; 1771 fiel die Ruine an die Grafen Hendl. Seit 1864 ist die Burgruine in wechselndem Privatbesitz.